# Hanna Szauczenka
Hanna Szauczenka (biał. Ганна Шаўчэнка; ros. Анна Шевченко, Anna Szewczenko; ur. 14 listopada 1979 w Uzbeckiej SRR) – białoruska siatkarka, reprezentantka kraju, grająca jako środkowa. Obecnie występuje w Minczance Mińsk.